# アダム・ペイジ
アダム・ペイジ（Adam Page、1991年7月27日 - ）は、アメリカ合衆国の男性プロレスラー。
本名、スティーブン・ウォルツ（Stephen Blake Woltz）。AEW所属。バージニア州アーロンズクリーク出身。

## 来歴
ジミー・バリアントの下でトレーニングを積み、2008年5月24日にプロレスデビューを果たす。
2011年1月14日、ROHが主催するChampions vs. All Starsのプレショーに出場。セドリック・アレキサンダーと組んで、ボビー・シールズ & オリオン・ビショップ組と対戦したが敗戦した。2013年1月5日、トップ・プロスペクト・トーナメントに初出場を果たし、1回戦でサイラス・ヤングと対戦するも敗戦した。3月2日、ROH 11th Anniversary Showにて、ヤング、ACH、Q.T.マーシャル、マイク・サイダル、タダリウス・トーマスを交えた6WAYマッチに出場しPPVデビューを果たしたが、試合はACHがヤングからピンフォール勝ちを収めたため、勝利を飾ることは出来なかった。11月2日、The Golden Dreamにて、マット・ターバンの保持するROH世界TV王座に挑戦。ROH参戦以降、初のタイトル挑戦となったが、敗戦し王座奪取とはならなかった。
2014年3月7日、アレキサンダーとのタッグで、ジミー・ジェイコブス & B.J.ホイットマー組と対戦するも、アレキサンダーがピンフォールを奪われ敗戦。試合後、ジェイコブスがアレキサンダーを場外に蹴落とすとマイクを手に取り、「俺たちについて来い」と呼びかけられジェイコブス、ホイットマーと共に退場し、ザ・ディケイド（The Decade）に加入した。以降、ディケイドの一員として試合に出場していったが、10月25日、ロデリック・ストロング & ホイットマーとのトリオで出場した試合でストロングと誤爆してしまい、結果としてストロングがピンフォールを奪われ敗戦すると、試合後にはストロングと口論を交わし、不穏な雰囲気へと発展した。12月7日、Final Battle 2014にて、ストロングとシングルマッチで対戦。ストロング・ホールドを極められ失神してしまいレフェリーストップ負けを喫したものの、試合後に握手を交わし和解した。
その後、ストロング、ジェイコブスがディケイドを離脱し、ホイットマーとのタッグで出場する機会が増え始め、2015年1月24日、ROH世界タッグ王座を保持するレッドラゴン（カイル・オライリー & ボビー・フィッシュ）に挑戦したが、オライリーからギブアップを奪われ敗戦した。4月4日、ACHと対戦し勝利を収め、試合後にセコンドに付いてたホイットマーと共にACHを襲撃したことから抗争を開始。同月25日、ACHと再びシングルマッチで対戦し、終盤にレフェリーにしがみついて注意を逸らすと、ACHにローブローを決めて勝利を収める。7月24日、Death Before Dishonor XIIIにて、三度ACHとシングルマッチを行い、最後はコーナーポストからリングサイドのテーブルへ向けてライト・オブ・パッセージを炸裂させ、リング上に戻してピンフォールを奪い勝利、抗争に終止符を打たせた。
2016年2月6日、アレキサンダーとのシングルマッチが組まれた試合前にホイットマーの襲撃を受けてしまい、ディケイドを解散。同月26日、ROH 14th Anniversary Showにて、元タッグパートナーとなったホイットマーとシングルマッチで対戦。終盤、イスを使って攻撃しようとするがレフェリーに止められ没収されると、その隙をついてホイットマーからローブローを喰らい、丸め込まれピンフォール負けを喫した。4月23日、ストリートファイト形式のシングルマッチでホイットマーと再戦し、スピアーを決めて勝利を収めた。
5月9日、WAR OF THE WORLDS TOURのメインイベントに出場予定とされていたが、リングに姿を見せず試合が開始される。試合終盤、レフェリーがダウンしてリング上が無法地帯と化する中ようやく登場し、当初組む予定だったジェイ・ブリスコからパイプイスを手渡されたが、直後にジェイに対して急所攻撃を見舞い、相手チームの勝利をアシスト。ROH軍を離反し、BULLET CLUBに加入した。
6月19日の大阪城ホール大会にて、新日本プロレス初参戦。これを機にリングネームをアダム・ペイジからハングマン・ペイジに改名。
2018年8月12日、日本武道館で開催された『G1 CLIMAX 28』はAブロック予選を勝ち点6と最低成績で、自身を含めた同点5人の内勝った相手の勝ち点合計が最も低かった（いわゆるオポネント最下位）。

## 得意技

### フィニッシュ・ホールド
デッドアイ
現在のフィニッシュ技。以前は、ライト・オブ・パッセージで使用していた。
水車落としのように持ち上げてそのまま脳天から突き刺す変型パイルドライバー。
バックショット・ラリアット
以前はジ・アダムス・アップルの技名で使用していた。
エプロンサイドからトップロープを利用して前方宙返りしながら両足をマットに着地させて相手の首に向かって放つラリアット。
トップロープに両腕を絡ませてトップロープに背中をあずけて両足を振り上げて前方宙返りしながら両足をマットに着地させて、相手の首にラリアットを叩き込むバージョンも使用する。

### 打撃技
エルボー
エルボー・スタンプ
ローリング・エルボー
ラリアット
通常のラリアット又は倒れ込み式ラリアットとショートレンジ式ラリアットのバージョンも使用する。
スライディング・ラリアット
尻餅をついた相手の首元に、助走してスライディングをするように体を滑らせながらラリアットを叩きつける。
ローリング・ラリアット
バックハンド・チョップ
ナックルパンチ
スーパーキック
ビッグブート

### 投げ技
スープレックス
スーパープレックス
クラッカーバレル
相手の両足をクラッチし落とすジャンピング・ツームストン・パイルドライバー。
ターン・ザ・ペイジ
コンプリート・ショットと同じ技。
ジャーマンスープレックス・ホールド
ベリー・トゥー・ベリー・スープレックス
通常、コーナー串刺し式の2種類を使用する。
スインギング・ネックブリーカー
通常、雪崩式の2種類を使用する。

### 飛び技
ムーンサルトプレス
リング内、場外、エプロンサイドのバリエーションで使用する。
シューティング・スタープレス
リング内、エプロンサイドのバリエーションで使用する。
スタンディング・シューティング・スタープレス

### 連携技
ラストコール
ケニー・オメガと合体攻撃。 ケニー・オメガのVトリガー&ペイジのバックショット・ラリアットの合体技。

## 入場テーマ曲
- Ghost Town Triumph

2018年7月 - 現在まで使用。
- HANGMAN

新日本プロレス参戦時におけるテーマ曲。2016年6月 - 2018年7月まで使用。
- Psychotic

ROH参戦時におけるテーマ曲。
- EmoFarm
- Deadfall

## タイトル歴
AEW
- AEW世界王座 : 2回（第4・14代）

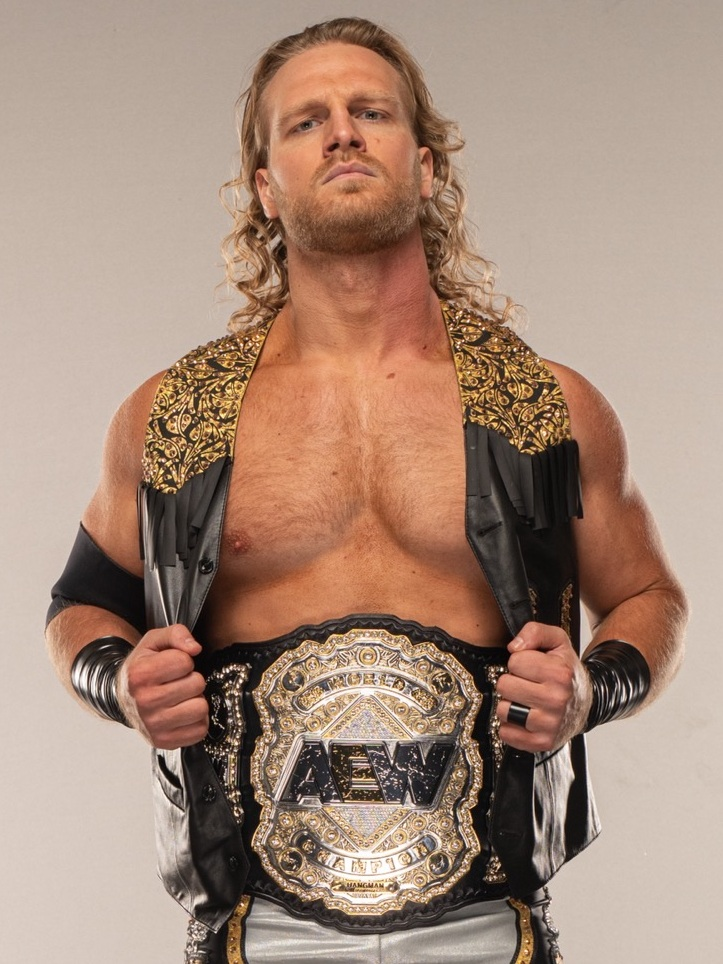
AEW世界王座

- AEW世界タッグ王座 : 1回（第2代, w / ケニー・オメガ）
- カジノバトルロイヤル 優勝 : 1回（2019年）
- オーエン・ハート杯トーナメント 優勝 : 1回（2025年）

ROH
- ROH世界6人タッグ王座 : 2回（第4・15代,    w / マット・ジャクソン&ニック・ジャクソン）

カロライナ・レスリング・フェデレーション・ミッドアトランティック
- CWFミッドアトランティックヘビー級王座 : 1回（第25代）
- CWFミッドアトランティックタッグ王座 : 1回（第24代, w / ジェイソン・ブレイド）

プルミエ・レスリング・エクスペリエンス
- PWXタッグ王座 : 2回（w / コーリー・ホリス）

レッスル・フォース
- レッスル・フォースタッグ王座 : 1回（w / コーリー・ホリス）